# مكارم بن إدريس الخالصي
الشيخ مكارم بن إدريس النهر خالصي أو مكارم بن النهر الخالصي، أو مكارم النهر ملكي، والامام النووي في كتابه العارف والمعرفة أسماه مكارم النهر ملكي أيضاً، والشيخ مكارم النهر ملكي عاصر الإمام عبد القادر الكيلاني والشيخ أبو النجيب السهروردي توفي سنة (592ه‍)، ولقب النهر ملكي نسبة إلى نهر الملك، كان من كبار مشايخ المتصوفة، داره في نهر الخالص من أراضي العراق فنسب إليها. كان من أكابر الرجال وأجلة المشايخ وأصحاب التصريف، سكن قرية الدولاب على نهر الخالص شرق بغداد على مرحلة منها، ومات بها وقبره يزار. ومن معاصريه شيخه الشيخ علي بن الهيتي من قرية زريران (ت 564ه‍)، الذي كان ينبه إلى أفضليته وتقدمه، وعاصر أبو الحسن الجوسقي، والشيخ عبد القادر الجيلاني (المتوفى سنة 561ه‍/1166م)، وكان موجوداً سنة (564ه‍).

## إشارات للمرقد
وردت الإشارة إلى مرقده خلال الغزو المغولي لبغداد سنة (656ه‍/1258م)، فيذكر ان هولاكو رحل ونزل في قبة الشيخ مكارم، ومن هناك كان يسير مرحلة بعد مرحلة إلى ان بلغ معسكراته في خانقين. وفي عهد الدولة العثمانية وخلال سير الحملة التي قادها السلطان سليمان القانوني لانتزاع بغداد من قبضة الدولة الصفوية والتي عرفت بسنة فتح بغداد (1534)، حيث وصل السلطان مع جيشه مرقد (الشيخ محمد سكران) و(لقمان الحكيم) بالقرب منه، و[كانوا قبل ذلك قد] رأوا في طريقهم مرقد الشيخ مكارم، ثم وصلوا الإمام الأعظم فنزل السلطان عن فرسه فزار مرقده ثم ركب وسار بجيوشه إلى بغداد.

## من أقواله
عند وصفه للمحب قال: والمحب: من ألف الخلوة، وانِس بالوحدة، واستحيا من ربه، وقام ببابه وسارع إلى طاعته، وأكثر من ذكره وعبادته، وأسبل دمعه واشتياقه، والتمس قربه، وخاف فراقه، فصفا قلبه من الأكدار، وطهر سره من الأغيار، وعفر خديه بالأسحار بين يدي الملك الجبار.
وكان الشيخ مكارم يتمثل بهذه الأبيات:
وله حكايات كثيرة أخرى ابتعدنا عن ذكرها لكون جلها يشوبها البعد عن العقل، وفيها مسحة الأساطير الشعبية بائنة عند الناقل لها.